# Apocalisse greca di Baruc
L'Apocalisse greca di Baruc o 3 Baruc è un apocrifo dell'Antico Testamento, pseudoepigrafo di Baruc, 'segretario' di Geremia durante l'esilio babilonese (VI secolo a.C.).
Scritto in greco tra fine I secolo d.C. - inizio II secolo d.C. Di origine giudaica. Appartiene al genere apocalittico.
Baruc si lamenta per la caduta di Gerusalemme (587 a.C.). Un angelo lo accompagna in un viaggio in cielo dove incontra demoni e angeli, tra cui Michele, e ritrova il tempio celeste.
Il testo è considerato apocrifo anche perché, affermando la presenza di demoni in cielo davanti a Dio e ai Suoi Angeli, sulla caduta di Lucifero dal Paradiso e l'immutabilità tra Dio e gli angeli, è contrario all'Unità del Verbo (coerenza interna, non-contraddittorietà, così come è rivelato in numerosi altri passi di Vecchio e Nuovo Testamento, di indubbia attribuzione, grazie allo studio secolare che ruota attorno ai Testi Sacri cristiani: 
- Isaia 14:12-20,[1]
- Ezechiele 28:12-19,
- Luca 10:18: io vedevo Satana cadere dal cielo come folgore,
- Apocalisse 12:4: caduta di un terzo delle stelle dal cielo, gli angeli fedeli a Satana,
- Apocalisse 20:10, 19-20: quando il tempo giungerà a termine sarà distrutto e precipitato "nello stagno di fuoco che brucia con zolfo") ,
- Apocalisse 12:7-12:

"Scoppiò quindi una guerra nel cielo: Michele e i suoi angeli combattevano contro il Drago. Il Drago combatteva con i suoi angeli, ma non prevalsero e non ci fu più posto per loro nel cielo. Il Grande Drago, il Serpente Antico, colui che chiamiamo Diavolo e Satana e che è il seduttore di tutta la Terra, fu precipitato sulla Terra e con lui furono precipitati anche i suoi angeli ".

La rivelazione è ripresa pressoché identica nel testo latino dell'Esorcismo contro Satana e gli Angeli Apostati, dove il dragone (Serpente dell'Antico Testamento, in Genesi) e i suoi angeli apostati sono stati sconfitti da San Michele Arcangelo una volta per tutte, e precipitati dal Paradiso sulla terra.
Complementare alla cacciata dei demoni dal Paradiso, è anche la prima cacciata di Adamo ed Eva dal paradiso dell'Eden (Genesi 3:20-24), a seguito del peccato originale.